# Villeneuve (Puy-de-Dôme)
Villeneuve é uma comuna francesa na região administrativa de Auvérnia-Ródano-Alpes, no departamento de Puy-de-Dôme. Estende-se por uma área de 4,23 km². Em 2010 a comuna tinha 157 habitantes (densidade: 37,1 hab./km²).